# گلریزان
گلریزان (نام پیشین: سفر بخیر) یک مجموعه تلویزیونی محصول سیمای استان همدان سال ۱۳۸۵ به کارگردانی مسعود رشیدی، نویسندگی سید علی‌اکبر محلوجیان و تهیه‌کنندگی افشین زمانی می‌باشد که از شبکه یک پخش شد. این مجموعه در ۲۶ قسمت تهیه شد.
این مجموعه زندگی چند جوان و خانواده آن‌ها را به صورت موازی دنبال می‌کند. قصه این مجموعه در محله‌ای قدیمی اتفاق می‌افتد. ماجرا از جایی آغاز می‌شود که حشمت بعد از گذشت سال‌های طولانی از زندان آزاد می‌شود. او به جرم قتل پدر مرتضی به زندان رفته‌است. در غیاب او عزت دوست صمیمی‌ حشمت به هیچکدام از قول‌هایش درباره خانواده او عمل نکرده و آن‌ها را رها کرده‌است ...

## بازیگران
- امیر غفارمنش
- آرام جعفری
- پویا امینی
- ایرج نوذری
- حامد وحید
- زهره صفوی
- سمیرا سیاح
- سیامک اطلسی
- شهاب تیموریان
- فرامرز صدیقی
- کاظم افرندنیا
- کاوه سماک‌باشی
- کتایون امیرابراهیمی
- مارال فرجاد
- مجید سعیدی
- محمود بنفشه‌خواه
- مریم بلالی مقدم
- مهدی امینی‌خواه
- مهدی فقیه
- ناصر گیتی‌جاه
- یوسف مرادیان
- علی‌اصغر هندی
- محمود حکمت اثر
- رضا افشاری